# Cuisine piémontaise

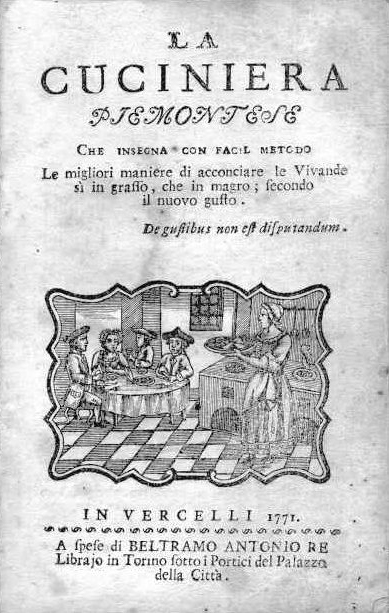
Couverture du livre Le cuisinier piémontais, publié en 1771 à Vercelli

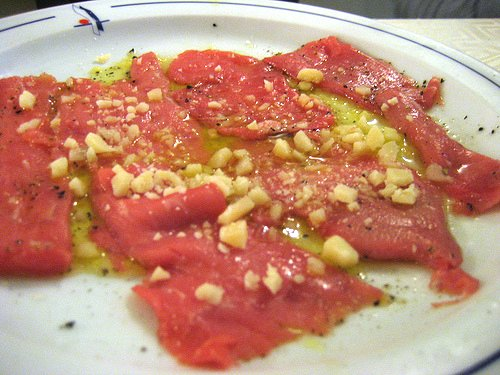
Viande crue all'albese

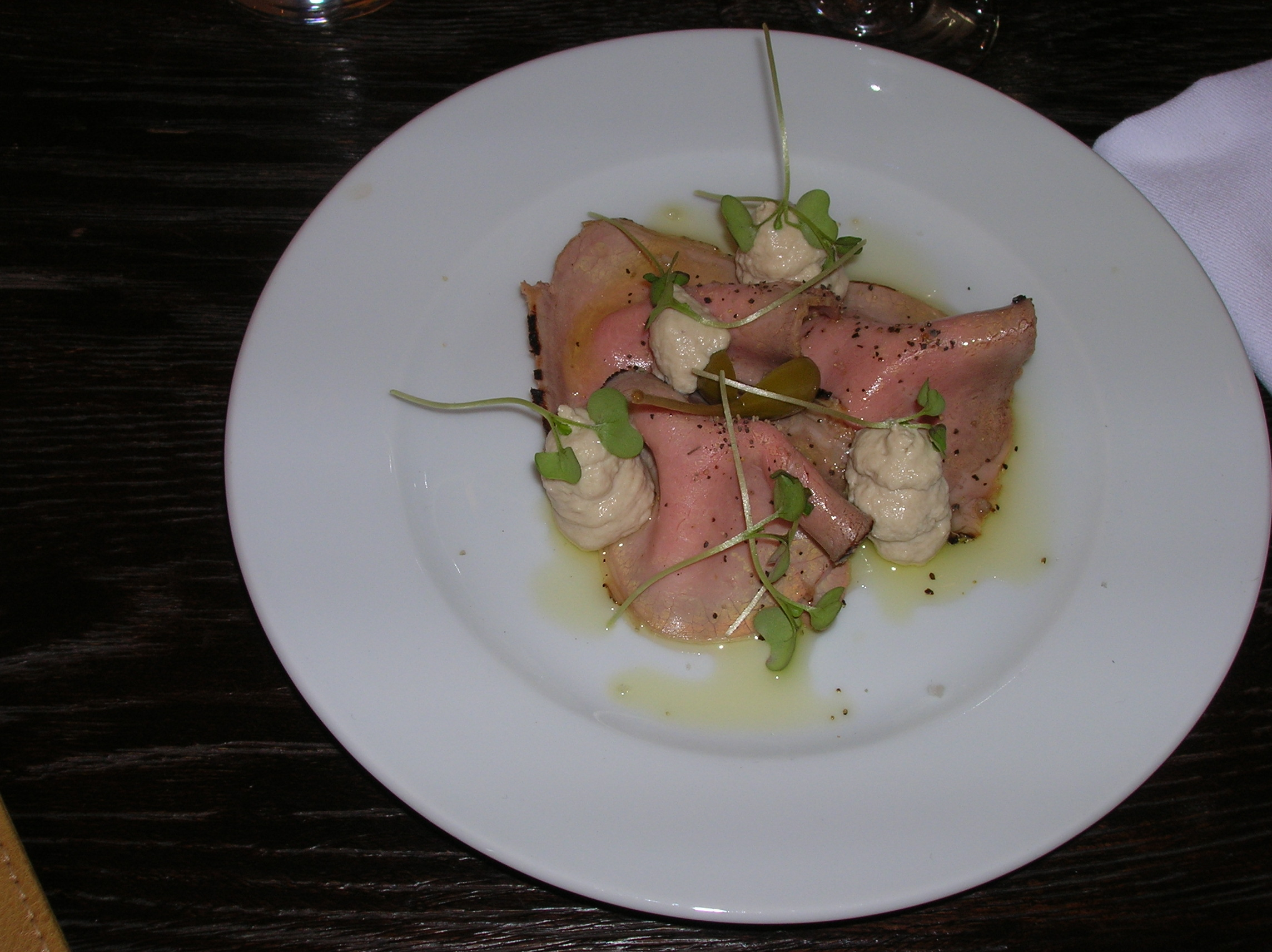
Vitello tonnato

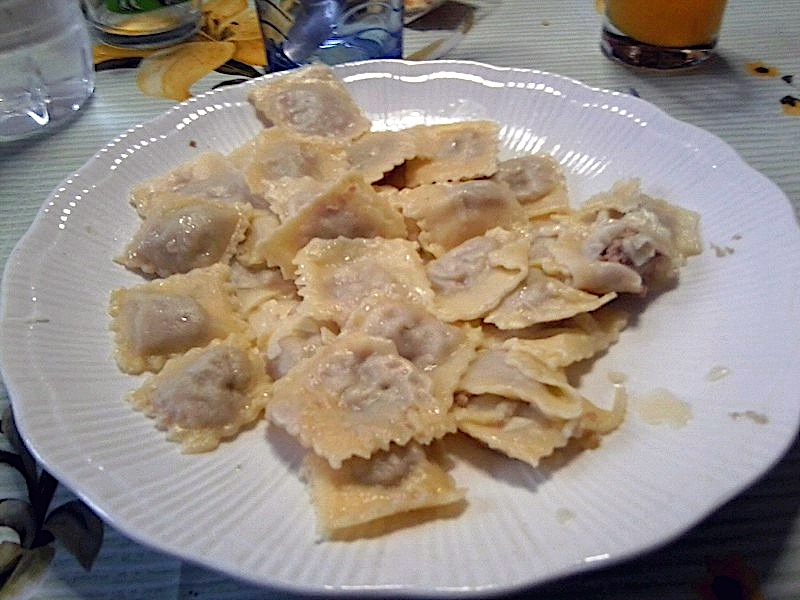
Agnolotti

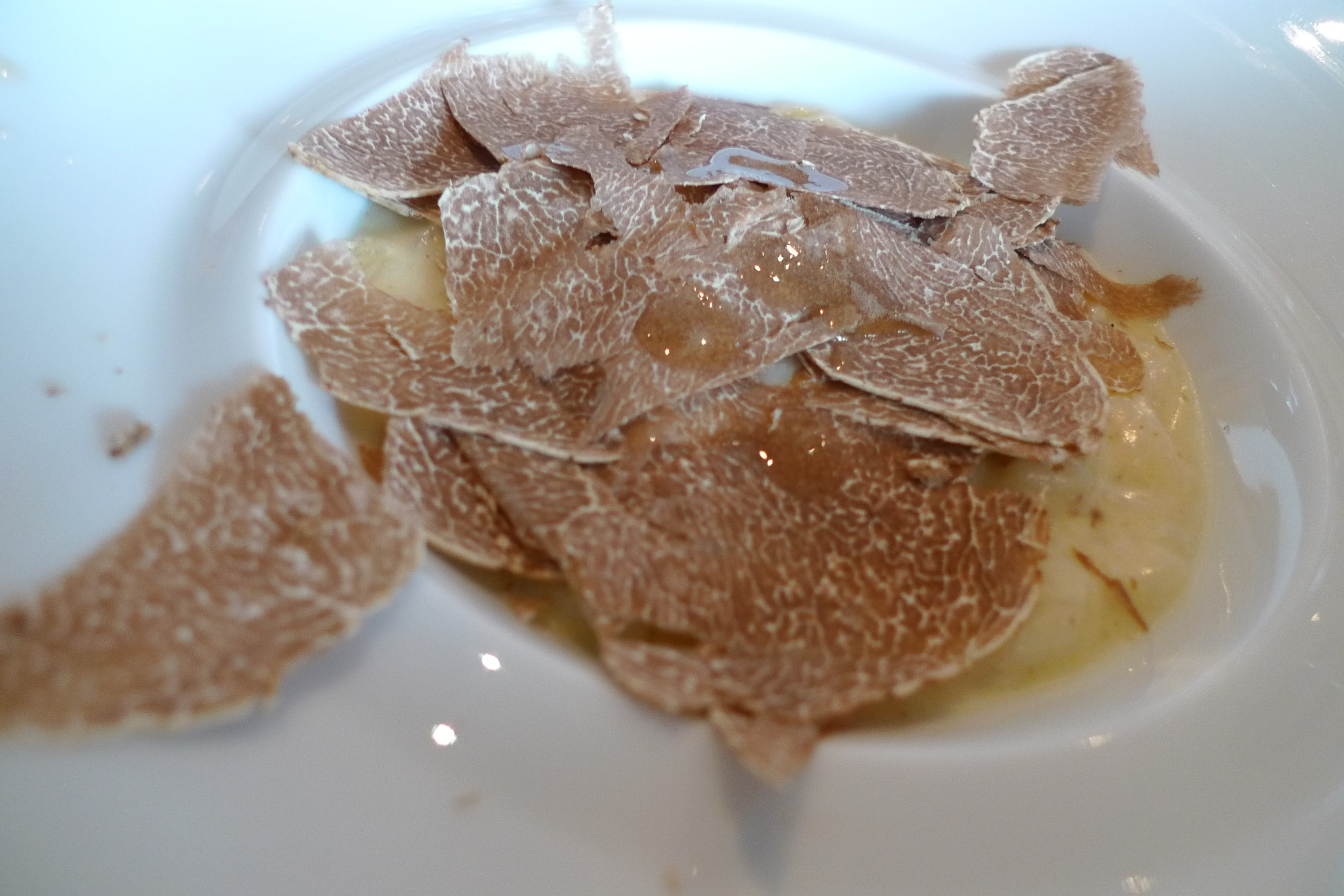
Risotto à la truffe blanche d'Alba

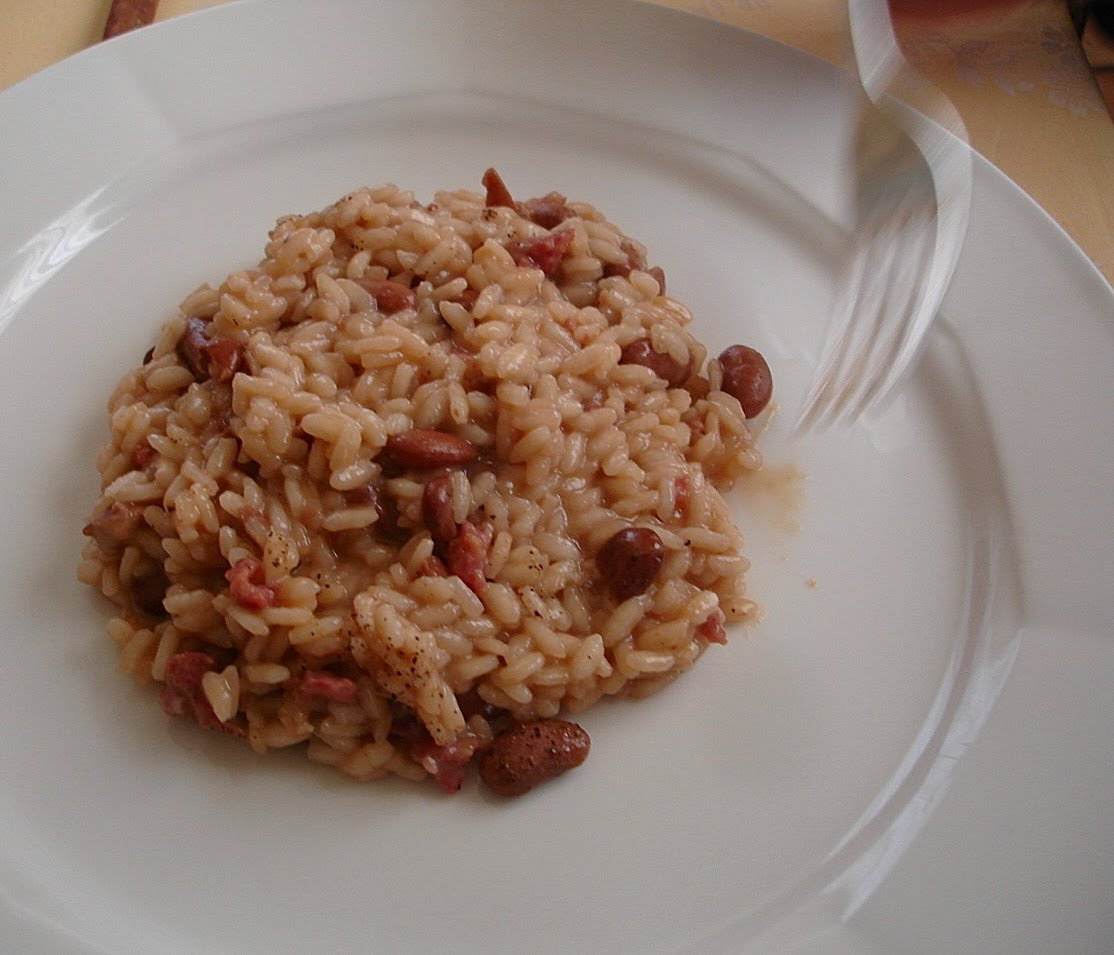
Panissa vercellese

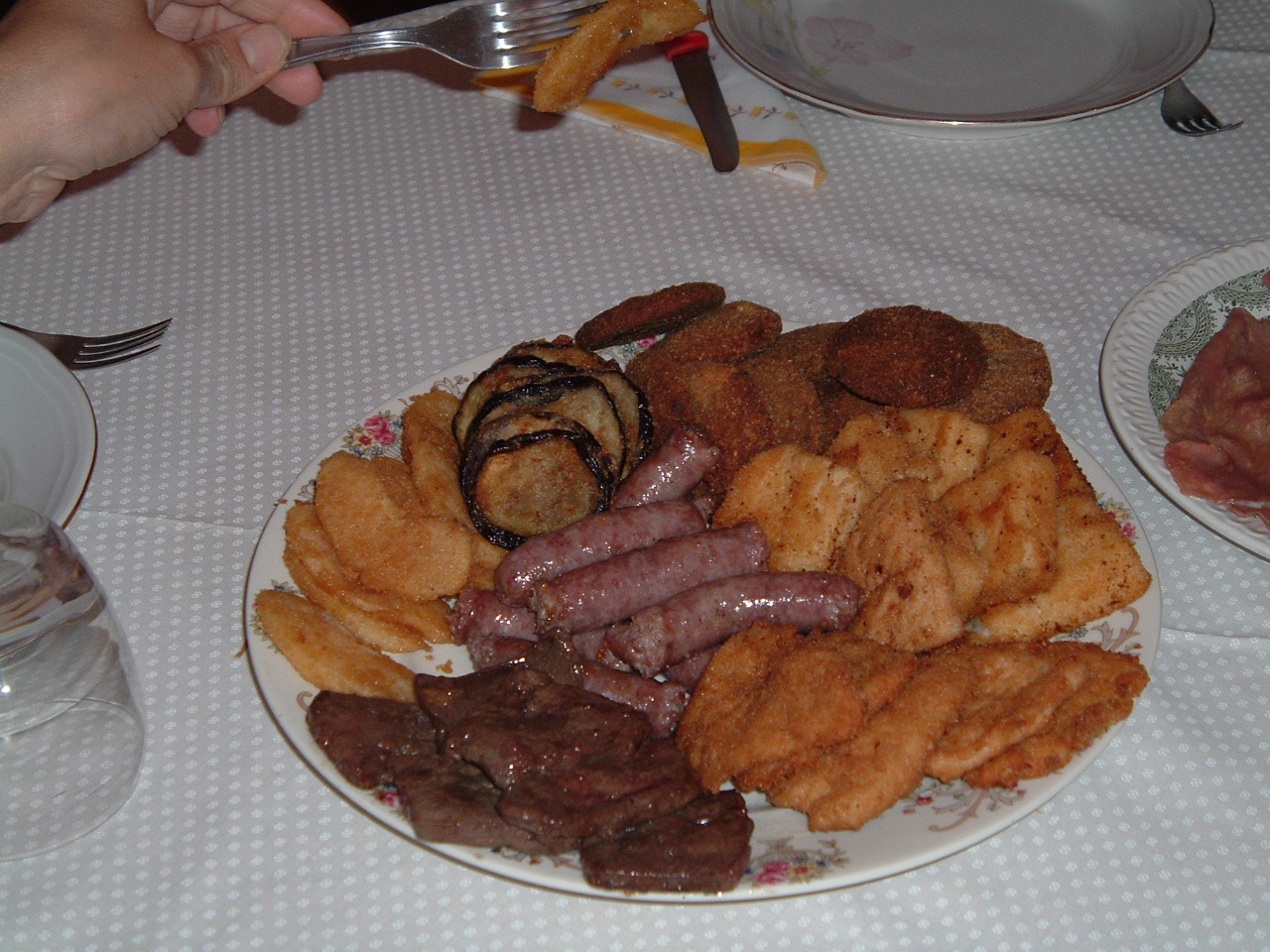
Fritto misto

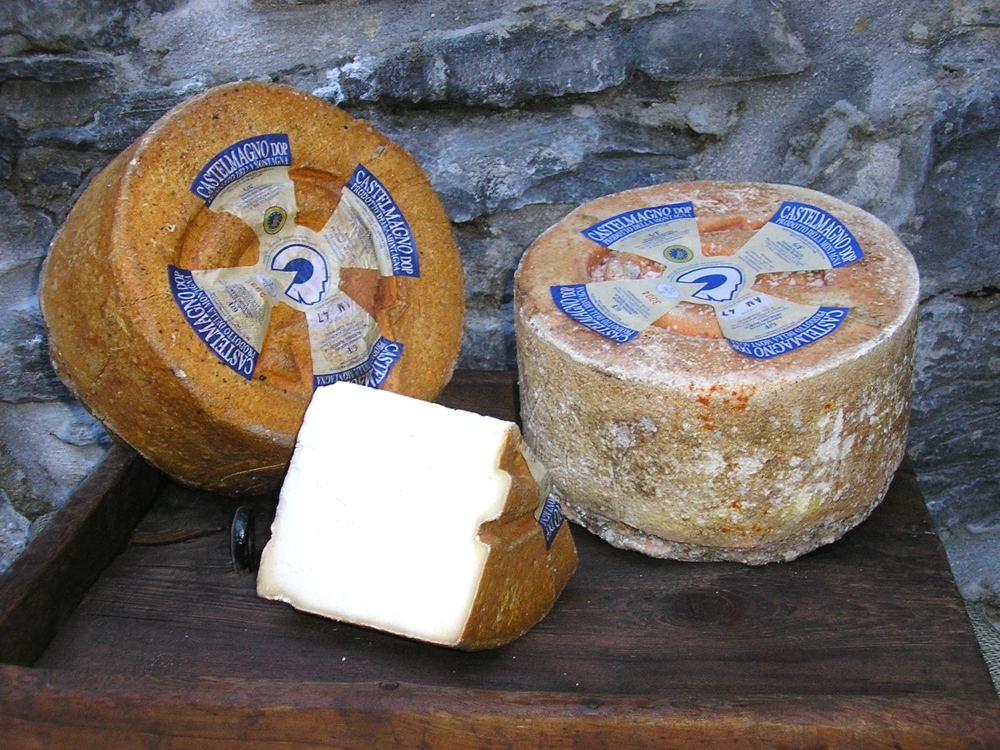
Castelmagno

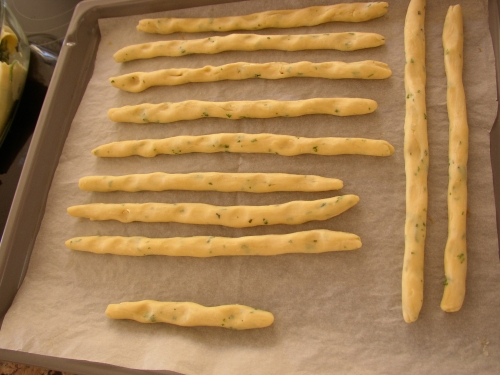
Gressins

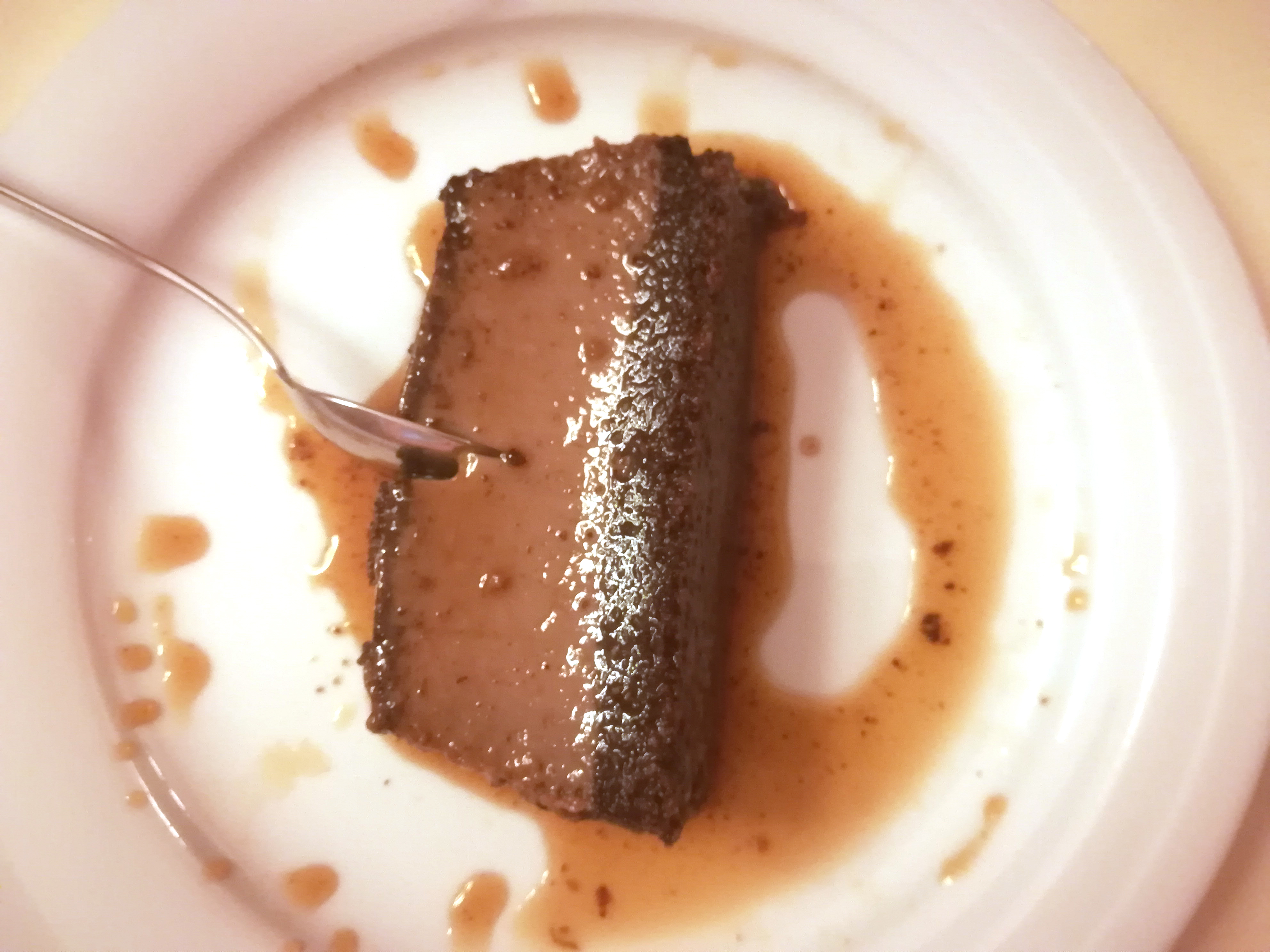
Bonet

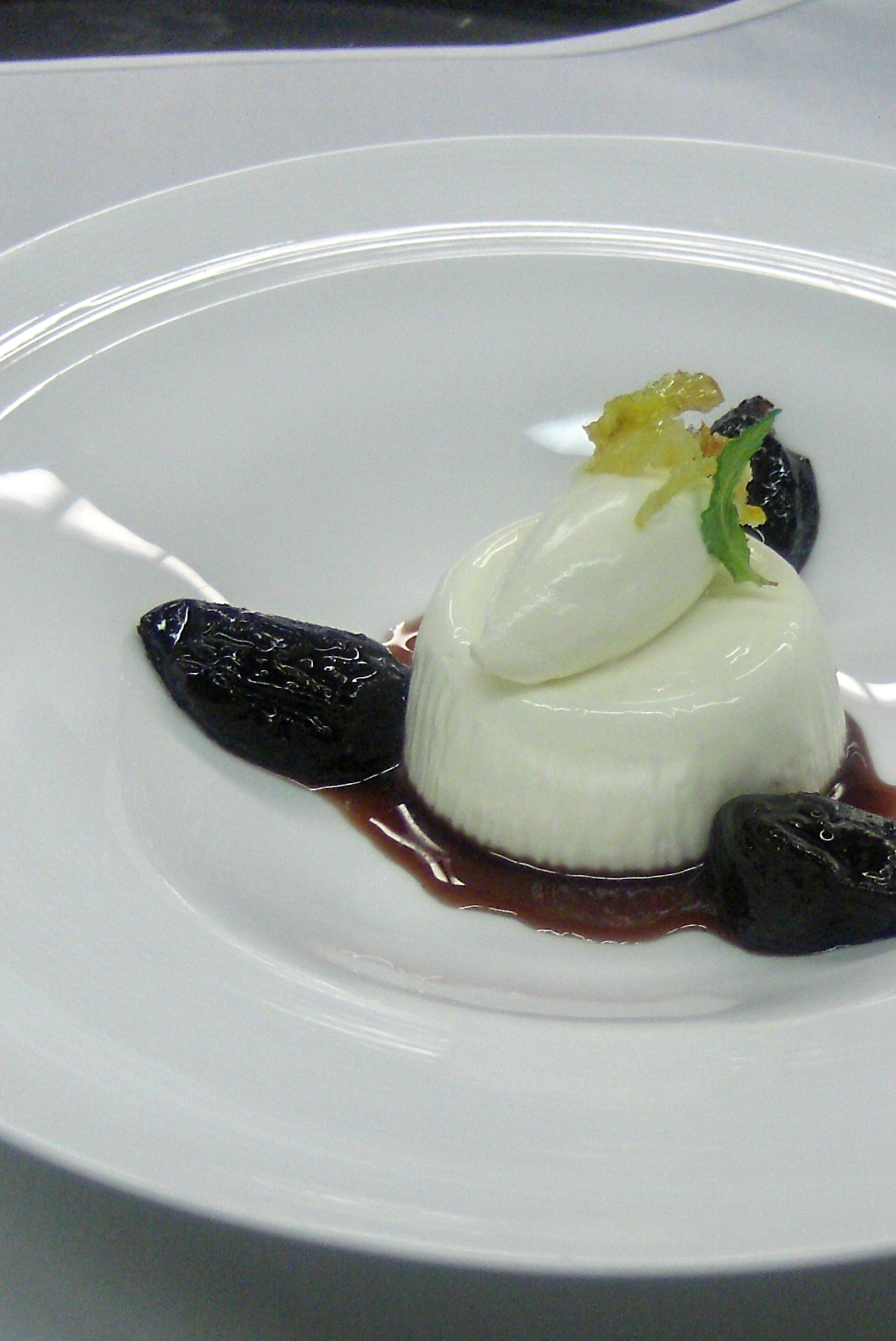
Panna cotta

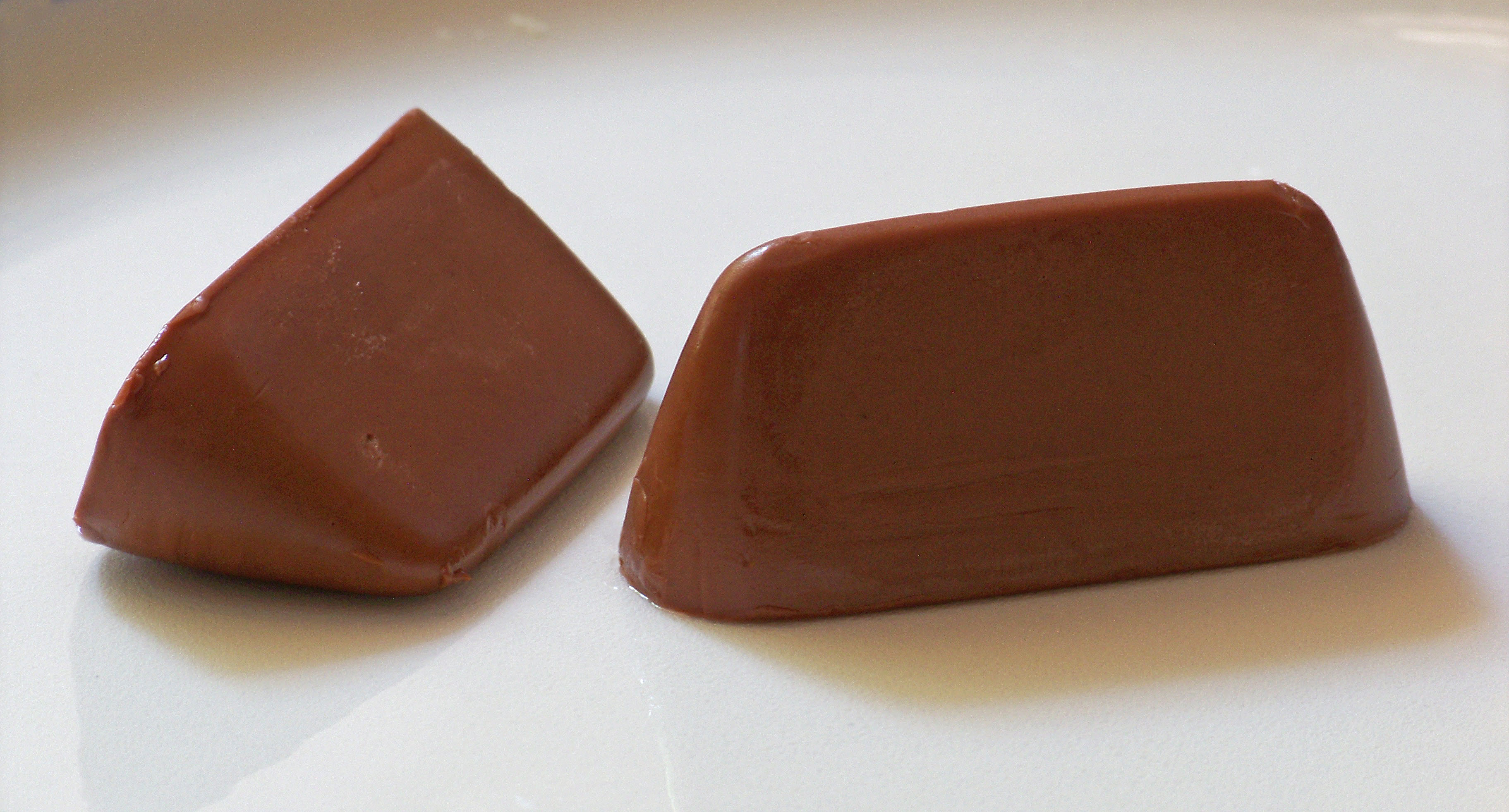
Gianduiotti

La cuisine piémontaise désigne les plats et/ou produits typiques de la région du Piémont. Cela englobe les produits frais et d'épicerie locaux, tels que les saucisses et les fromages, ainsi que les plats traditionnels régionaux.

## Caractéristiques
La cuisine du Piémont est une cuisine très variée, qui s'articule autour d'ingrédients tels que le veau, le vin - souvent utilisé pour la cuisson des aliments - le beurre - qui sert à diluer les saveurs prononcées de nombreux aliments - les truffes, le gibier, les poissons d'eau douce, le riz, et les légumes comme les poivrons, chardons et poireaux,.
La cuisine du Piémont est influencée par la cuisine française, comme en témoigne l'importance des antipasti et la faible variété de types de pâtes utilisés.
La cuisine piémontaise privilégie les antipasti: parmi ces derniers, on trouve les poivrons assaisonnés, la fondue, la salade d'oeufs et de truffes, le carpaccio de viande all'albese, le vitello tonnato, la charcuterie et de nombreux fromages comme le bruss, le bra, le bettelmatt et le castelmagno. L'huile et les anchois, tous deux d'origine ligurienne, sont utilisés pour préparer des plats tels que la bagna càuda, l'un des plats les plus caractéristiques du Piémont.
Parmi les primi piatti régionaux figurent les agnolotti farcis de bœuf, de saucisse, de chou et de truffe (mangés nature ou assaisonnés de beurre et de sauge ou de sauce ragù), les gnocchi alla bava et les tagliolini, souvent assaisonnés d'huile et de truffe,. Les plats à base de riz sont également nombreux; arrivé récemment en Italie, il est utilisé pour préparer certains plats traditionnels de Lomellina, Vercellese et Novarese, comme la paniscia ou le risotto aux grenouilles.
Le veau est la base de nombreux secondi piatti traditionnels, tels que le fritto misto - assemblage de viandes, abats, légumes, semoule et amaretti -, le vitello tonnato, le braisé au Barolo, le bollito misto, à consommer avec le bagnet verd (sauce aux anchois et au persil) et le bagnet ross (sauce épicée), et la finanziera, une recette complexe à base de veau, d'abats et de champignons farinés et cuits au beurre; parmi les secondi piatti typiques préparés avec d'autres types de viande, on trouve le fameux poulet Marengo aux champignons, ainsi que le tapulon d'âne,.
Les desserts sont également nombreux, souvent à base de noisettes et de cacao, comme le chocolat chaud, hérité de la cuisine française, les gianduiotti, les baisers de dame, les biscuits à la cuillère, les amaretti et bien d'autres variétés de biscuits.
Le Piémont est une terre de vins célèbres, tels que Barolo, l'Arneis, le Barbera et bien d'autres.

## Plats typiques
Le ministère des politiques agricoles et alimentaires, en collaboration avec la région du Piémont, reconnaît 341 produits piémontais « traditionnels ». Le Piémont est la sixième région d'Italie en nombre de produits ainsi labellisés, derrière la Campanie, la Toscane, le Latium, l'Émilie-Romagne et la Vénétie.
Le Piémont est connu pour ses nombreux plats et fromages typiques, notamment:

### Pain
- Biova
- Ghërsin (gressins), dans ses deux versions rubatà et stirà.

### Antipasti
- Anchois, dessalés et conservés dans l'huile, ou assaisonnés au tomin, au bagnet verd ou au bagnet ross
- Batsoà (vient du français bas de soie (pron.: bad'suà) en raison de la tendresse de la viande),
- Viande crue all'albese
- Carpione
- Caponèt
- Cognà
- Salade russe
- Salade de nerfs
- Motsetta
- Poivrons accompagnés de bagna càuda
- Salade de viande crue
- Saucisse de Bra
- Sàutissa 'd còj
- Subric de pomme de terre
- Tanche ou autre poisson en carpione
- Tomin
- Tonno di coniglio
- Tripes de Moncalieri
- Vitello tonnato
- Courgettes frites en carpione

### Sauces
- Agliata verte[1]
- Bagnet vert
- Bagnet ross
- Pâte d'olives noires[4]

### Primi piatti
- Agnolotti
- Agnolotti dël plin
- Gnocchis au Castelmagno
- Lasagnes au sang
- Macaron del frèt
- Panissa
- Pâtes aux anchois
- Polenta consa (polenta au fromage)
- Risotto au fromage
- Risotto au Barolo
- Risotto aux orties
- Risotto aux grenouilles
- Tajarin (tagliatelles aux œufs faites à la main)
- Minestra maritata
- Zuppa mitonata

### Secondi piatti
- Agnello sambucano
- Bollito misto
- Braisé au Barolo
- Chapon
- Civet de cerf
- Lapin gris de Carmagnole
- Crépine
- Finanziera
- Omelette au houblon sauvage
- Omelette aux orties
- Fritto misto
- Poulet de Saluzzo
- Limaces de Cherasco
- Miroton
- Paletta
- Cèpes frits
- Puccia
- Grenouilles de rizière
- Tapulón

### Plats uniques
- Bagna cauda
- Rundìtt
- Tartra

### Desserts
- Amaretti de Mombaruzzo
- Baisers de dames
- Baci di gallina
- Biciulan
- Bonèt
- Brutti e buoni
- Canestrelli
- Cannoli piemontesi
- Cariton
- Cuneesi al rum
- Diablottini
- Finocchini
- Focaccia de Chieri
- Focaccia de Suse
- Fricieuj ëd pom
- Gianduiotti
- Krumiri
- Marrons glacés
- Meringue à la crème
- Nocciolini de Chivasso
- Panna cotta
- Paste di meliga
- Poires au vin
- Squiccia
- Tapít
- Torcèt
- Gâteau de châtaignes et castagnaccio
- Gâteau aux noisettes
- Tarte gianduia
- Touron aux noisettes
- Persi pien
- Umbertino[5]
- Timballo di Martin Sec
- Sabayon

## Produits

### Charcuterie et saucisses
La charcuterie, dans la gastronomie piémontaise, est normalement servie comme antipasti:
- Boudin noir
- Frisse
- Grive
- Saucisson cuit
- Saucisson della rosa
- Saucisson de sanglier
- Saucisson de foie
- Saucisson di giora
- Saucisson de pommes de terre
- Saucisson di turgia
- Saucisson d'la doja
- Saucisson d'oie
- Saucisson au Barolo
- Saucisse de Bra
- Saucisse sèche de Carmagnole

### Fromages
- Bettelmatt
- Bra
- Bruss
- Castelmagno
- Cevrin de Couasse
- Escarun
- Frachet
- Gorgonzola
- Maccagno
- Murazzano
- Murianengo
- Paglierina
- Plaisentif
- Raschera
- Robiola
- Robiola de Cocconato
- Robiola de Roccaverano
- Salignon
- Seirass
- Testun
- Tomme piémontaise
- Tomin